# Batalla de Venta Vieja
La Batalla de Venta Vieja fue una acción militar durante la Rebelión efectuada el 24 de abril de 1830, en la localidad de Venta Vieja (Eduardo Neri), en el estado de Guerrero durante la revolución a favor del gobierno de Vicente Guerrero, luego de haber sido depuesto por los centralistas en la Rebelión del Ejército de Reserva y Protector de la Constitución y Leyes encabezados por el general Anastasio Bustamante.

## Antecedentes
Cuando Nicolás Bravo fue nombrado General en Jefe de las tropas del gobierno, por lo que se dirigió con sus fuerzas al sur para combatir a Vicente Guerrero. Las divisiones de uno y otro entraron en acción en la segunda quincena de abril de 1830 en la Batalla de Venta Vieja, no habiendo producido efecto alguno la proclama dirigida a los habitantes del sur por Nicolás Bravo, fechada el 25 de marzo.

Conciudadanos… Jamás oísteis de mi boca otro idioma que el de la verdad, es desconocida a mi corazón la falacia y el dolo; la experiencia de tantos años en que a vuestro lado y en vuestras filas se desarrollo con mi razón el amor a mi patria, el de su independencia y libertad, me garantizan de mis aciertos: escuchad la voz de vuestro paisano, atended a vuestro amigo y antiguo compañero. Tratan de seduciros con las halagüeñas ideas de que las Cámaras de la Unión están oprimidas, y que lo mismo están los Congresos de los Estados: mentira y falsedad inauditas, pues sólo los que no tienen vista pueden decirlo: se quiere que se elija nuevo Presidente, es decir, que la Constitución que hemos solemnemente jurado se destruya y no tenga sus efectos.  Estos son los motivos que se dan para su temerario pronunciamiento: yo os ruego, en nombre de la patria, que no les hagáis caso, que despreciéis su seducción, que no engroséis sus filas, que atendáis a vuestras casas y a vuestras siembras y a vuestros intereses: la paz es la que debéis buscar, y no ayudar a una guerra que quieren encender hombres inmorales que quieren medrar con las revoluciones, engrandecerse a costa de vuestros sudores y sangre, y con las revoluciones ocultar sus enormes delitos. Temen a la justicia. Yo marcho a su exterminio, s cimentar el orden y las leyes, y llevo para el ciudadano pacifico la oliva de la paz y la égida de la justicia. Y para el revoltoso y anarquista la espada de la justicia y el rigor de las leyes. Que no logren seducirlos, amados compatriotas. El gobierno es justo y procura la felicidad de los pueblos. ¡Paisanos: Viva la ley y la Constitución, la independencia y la federación! Y no hagáis aprecio de esos criminales, que pronto veréis desaparecer!. 

Esta proclama fue escrita en Chilpancingo, sin embargo, nadie la escuchó pues pocos creyeron que fuese suya. Al ver aproximarse sus fuerzas, el coronel Juan Álvarez, le dirigió la comunicación siguiente: 

División Protectora de la Soberanía de los Estados. Exmo. Sr. A la penetración de V. E. no se ocultaran las funestas consecuencias de un rompimiento de armas entre americanos, que sólo deberían dedicarse a defender la patria de sus enemigos exteriores, y al sostén de la sagrada carta constitucional, que como único medio para vivir libres sancionó el Congreso General. En tal concepto y en el de que sus fuerzas se aproximan a mi sin duda con el fin de hostilizarme, le advierto la responsabilidad tan grande que gravitará sobre V.E. por el derramamiento de sangre que se origine si aún insiste en llevar a cabo tal proyecto, esperando me conteste con el dador de éste, sobre las miras que lo encaminan hacia éste rumbo, para tomar medidas convenientes al plan que me he propuesto sostener. Dios y libertad. Venta-Vieja, el 18 de abril de 1830. Juan Álvarez. 

## Batalla
Ya que no existía esperanza de avenimiento alguno, comenzó la batalla. Bravo, en su parte de acción describe la escena de esta manera: A las tres y media de la mañana se presentó con fuerza muy respetable, y por las alturas que tiene a su retaguardia este punto, el coronel Álvarez: fue un ataque continuado hasta las siete y media de la misma: por ambas partes fue muy encarnizado: más Álvarez quedó completamente derrotado y huyó disperso por las lomas, hasta el Veladero: la mortandad fue considerable, y perdió sus mejores jefes y oficiales muertos y algunos prisioneros, de lo que daré el detalle correspondiente. Venta-Vieja, a cuatro leguas de Acapulco, 24 de abril de 1830.
No obstante, el éxito mostrado por Bravo en su parte estuvo muy lejos de tener la importancia que él mismo le atribuye, pues la victoria quedó indecisa. El daño sufrido por uno y otro, obligó a ambos a retirarse del lugar, y cuando las fuerzas del gobierno se hicieron con la ciudad de Acapulco, la aproximación del enemigo los obligó a dejar la plaza en manos del coronel Ignacio Pita, quien antes de 15 días capituló con la guarnición pronunciada por Vicente Guerrero. 

## Desenlace
Los periódicos de la época trataron de justificar sus derrotas, argumentando que se debían a planes estratégicos de Bravo para mejorar sus operaciones. 